# Moussoulens
Moussoulens ist eine südfranzösische Gemeinde mit 988 Einwohnern (Stand 1. Januar 2022) im Département Aude in der Region Okzitanien.

## Lage
Moussoulens liegt am kleinen Flusses Rougeanne in einer Höhe von etwa 190 Metern ü. d. M. und etwa 15 Kilometer (Fahrtstrecke) nordwestlich von Carcassonne bzw. etwa sieben Kilometer nordöstlich des Kantonshauptortes Alzonne.

## Bevölkerungsentwicklung
| Jahr      | 1962 | 1968 | 1975 | 1982 | 1990 | 1999 | 2006 | 2016 |
| Einwohner | 467  | 519  | 498  | 546  | 613  | 710  | 843  | 1024 |

Im 19. Jahrhundert hatte der Ort stets zwischen 400 und 550 Einwohner. Trotz der Reblauskrise sowie der Mechanisierung der Landwirtschaft und dem damit verbundenen Verlust von Arbeitsplätzen ist die Einwohnerzahl auch im 20. Jahrhundert im Großen und Ganzen stabil geblieben bzw. noch angestiegen, was im Wesentlichen mit den im Vergleich zur nahegelegenen Großstadt Carcassonne vergleichsweise günstigen Mieten und Grundstückspreisen zusammenhängt.

## Wirtschaft
Die Umgebung des Ortes ist immer noch geprägt von der Landwirtschaft. Seit der Römerzeit wird in der Region Wein angebaut; der Ort gehört heute zum Weinbaugebiet Cabardès (AOC). Im ausgehenden 20. Jahrhundert ist der Tourismus in Form der Vermietung von Ferienwohnungen (gîtes) als Wirtschaftsfaktor hinzugekommen.

## Geschichte
Im Jahre 1175 gestattete Roger, der Vizegraf von Carcassonne, den Einwohnern von Moussolens ihren Ort in ein höher gelegenes Gelände zu verlegen. In den folgenden Jahrhunderten gehörten der Ort und sein kleines Schloss (château) zur Grundherrschaft (seigneurie) der Familien Voisins, Saint-Jean de Voisins u. a.

## Sehenswürdigkeiten
- Die Pfarrkirche Saint-Martin in Moussoulens ist ein einfacher gotischer Bau aus dem 15. Jahrhundert mit einem Turm auf der Südseite des Bauwerks.
- Das kleine, im 18. Jahrhundert erneuerte Schloss ist zu einem Hotel umgebaut worden.
- Am Ortsrand steht eine Genossenschaftskellerei (cave cooperative).